# Markus Hoelgaard
Pour les articles homonymes, voir Hoelgaard.
Markus Hoelgaard est un coureur cycliste norvégien, né le 4 octobre 1994 à Stavanger. Son frère Daniel est également cycliste professionnel.

## Biographie

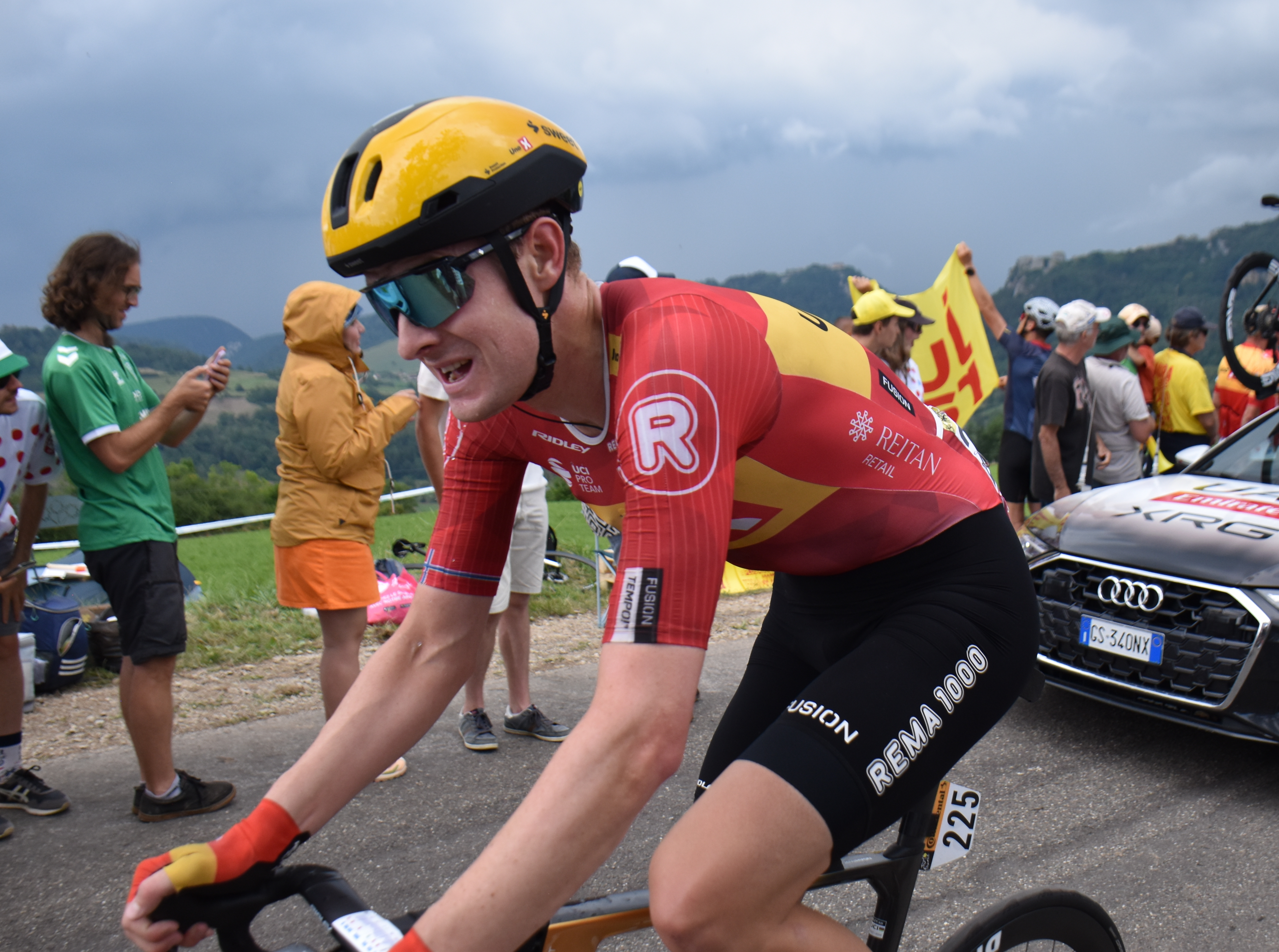
Markus Hoelgaard sur le Tour de France 2025

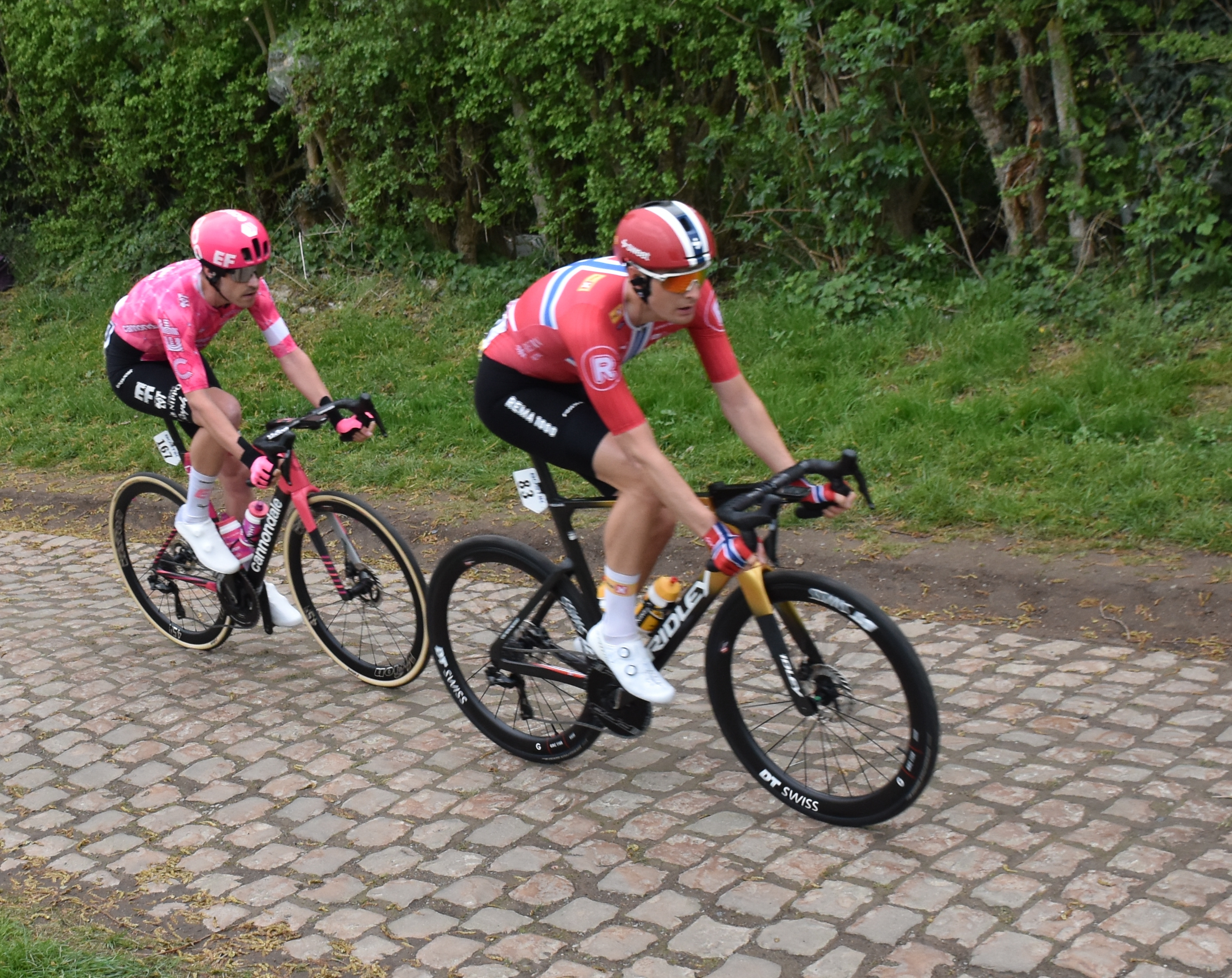
Markus Hoelgaard lors de Paris-Roubaix 2025

En 2012, chez les juniors il gagne la 2e étape du Grand Prix Général Patton. Il termine également cinquième de Paris-Roubaix juniors, du Tour d'Istrie, du GP Général Patton et sixième de la Course de la Paix juniors.
Au mois d'août 2017 il termine sixième de la Course des raisins.
En 2018, il termine second de l'Arctic Race of Norway.
En 2020, il se classe douzième du Tour de Hongrie et deuxième du Tour du Luxembourg derrière Diego Ulissi.
Le 23 juin 2024, il remporte à Bodø, pour la première fois de sa carrière, les championnats de Norvège sur route. Le 24 juillet, il gagne la 3e étape du Tour de Wallonie 2024 à La Roche-en-Ardenne.

## Palmarès
- 2012
  - 2e étape du Grand Prix Général Patton
  - 2e du championnat de Norvège du critérium juniors
  - 2e du championnat de Norvège du contre-la-montre par équipes juniors
  - 3e du championnat de Norvège sur route juniors
  - 3e du championnat de Norvège du contre-la-montre juniors
- 2014
  - 2e du Grand Prix Kralovehradeckeho kraje
- 2015
  - 3e du championnat de Norvège du contre-la-montre par équipes
- 2016
  - 1re étape du ZLM Tour (contre-la-montre par équipes)
  - 2e du ZLM Tour
  - 3e du championnat de Norvège sur route espoirs
- 2017
  - 1re étape du Circuit des Ardennes
  - 1re étape du Tour Alsace
- 2018
  - 2e de l'Arctic Race of Norway
  - 3e de la Gylne Gutuer
- 2019
  - 4e étape de l'Arctic Race of Norway
  - 2e du Tour international de Rhodes
  - 3e du Tour de Haute-Autriche
- 2020
  - 2e du Tour de Luxembourg
  - 3e du Czech Cycling Tour
- 2021
  - 1re étape de l'Arctic Race of Norway
  - 2e du Tour de Croatie
  - 7e du championnat d'Europe sur route
  - 8e du Grand Prix E3
- 2024
  -  Champion de Norvège sur route
  - 3e étape du Tour de Wallonie
  - Tour de Louvain-Mémorial Jef Scherens
  - 10e d'Eschborn-Francfort
- 2025
  - 3e du Trofeo Serra Tramuntana
  - 8e de Paris-Roubaix

## Résultats sur les grands tours

### Tour de France
1 participation
- 2025 : 64e

## Classements mondiaux
| Année                                 | 2014 | 2015  | 2016 | 2017 | 2018  | 2019 | 2020 | 2021 | 2022  | 2023  | 2024 |
| ------------------------------------- | ---- | ----- | ---- | ---- | ----- | ---- | ---- | ---- | ----- | ----- | ---- |
| Classement mondial                    |      |       | 648e | 705e | 1012e | 539e | 146e | 108e | 1139e | 2349e | 171e |
| UCI Europe Tour                       | 388e | 1037e | 401e | 428e | 628e  | 410e | 120e | 92e  | 807e  | nc    | 138e |
|                                       |      |       |      |      |       |      |      |      |       |       |      |
| Légende : nc = non classéSource : UCI |      |       |      |      |       |      |      |      |       |       |      |